# Денера, Эрна
Эрна Денера (нем. Erna Denera; 4 сентября 1881, близ города Мурована-Гослина, ныне Польша — 16 марта 1938, Берлин) — немецкая оперная певица и камерная певица
 (сопрано).
Училась музыке (первоначально как пианистка) в Висбадене под руководством Макса Регера и Генриха Шпангенберга, затем в Бонне у Вильгельма Куфферата; среди вокальных учителей Денеры был Генрих Файнхаус. Дебютировала на сцене в 1906 г. в Касселе, исполнив партию Сенты в «Летучем голландце» Рихарда Вагнера. В дальнейшем получила преимущественную известность именно как певица вагнеровского репертуара: Изольда в «Тристане и Изольде», Зиглинда в «Валькирии» и др. После непродолжительного ангажемента в Висбаденском придворном театре пела, в основном, на сцене Берлинской оперы (1908—1921), сезон 1916—1917 гг. провела в Нью-Йорке в Метрополитен-опера. В поздние годы преподавала в Берлине. В 1909—1915 гг. с участием Денеры был осуществлён ряд записей, в том числе значительная запись почти полного первого акта «Валькирии» с Блютнер-оркестром под управлением Эдмунда фон Штрауса.